# 反對考慮動議
反對考慮動議（英語：objection to the consideration of a question）是一項議事程序，旨在避免某動議進入議程，通常用於避免介紹或討論時令與會者為難、尷尬的議案出現，屬於程序動議的一種。它只能對主動議提出，且需在開始討論該議案前提出。根據《羅伯特議事規則》，反對考慮動議毋需附議，不可討論、重提或修正，表決時需有三分之二支持方為通過。
《議事程序準則》並不承認反對考慮動議，它認為後者容易使人產生困惑與混淆，還有其它方法可以取代此動議。有些組織明文規定反對考慮動議不在場上議事秩序下。
《梅森立法程序準則》說明反對考慮動議的作用是終止考慮或討論某議案：「任何顯得不適當、有爭議、無用，以及其它不適合討論的議案。」實務上，美國參議院較常使用擱置動議，因為它通過所需的票數較低。